# Echenais lampros
Echenais lampros är en fjärilsart som beskrevs av Bates 1868. Echenais lampros ingår i släktet Echenais och familjen Riodinidae. Inga underarter finns listade i Catalogue of Life.